# Orphée Neola
Orphée Neola (née le 1er février 1991 à Montfermeil) est une athlète française, spécialiste des épreuves de sprint.

## Biographie
Le 14 mai 2017, à Montgeron, elle porte son record personnel à 11 s 22. Troisième des championnats de France à Marseille, derrière Carolle Zahi et Orlann Ombissa-Dzangue, elle fait partie de la sélection française pour les championnats du monde de Londres, dans l'épreuve du 100 m.
Le 6 juillet 2018, en demi-finale des championnats de France d'Albi, elle porte son record personnel à 11 s 15 (+ 1,3 m/s) et réalise les minimas pour les championnats d'Europe de Berlin. Le lendemain, elle égale son record personnel (+ 1,5 m/s) et remporte la médaille de bronze derrière Carolle Zahi (11 s 01) et Orlann Ombissa-Dzangue (11 s 06), le même podium qu'en 2017.

## Palmarès

### International
| Date | Compétition                       | Lieu        | Résultat | Épreuve   | Temps   |
| ---- | --------------------------------- | ----------- | -------- | --------- | ------- |
| 2015 | Championnats d'Europe par équipes | Tcheboksary | 6e       | 4 × 100 m | 43 s 84 |

### National
- Championnats de France d'athlétisme :
  - 3e du 100 m en 2017, 2018 et 2019

## Records
| Épreuve | Temps   | Lieu | Date                          |
| ------- | ------- | ---- | ----------------------------- |
| 100 m   | 11 s 15 | Albi | 6 juillet 2018 7 juillet 2018 |